# Юдин, Михаил Исаакович
Михаил Исаакович (Михель Айзикович) Юдин (22 июня 1913 - 1997) - российский учёный в области физики атмосферы, динамической и прикладной метеорологии, доктор физико-математических наук, профессор, лауреат Премии имени А. А. Фридмана.
Родился 22 июня 1913 в г. Сморгонь. Член ВКП(б) с декабря 1939 г.
В РККА с 04.1942 года Место службы: ГУГМС. Звание: инженер-капитан. Начальник 2-го отдела Главной геофизической лаборатории ГУ гидромедслузбы.
Медаль «За трудовую доблесть» (19.06.1943).
Начальник отдела Главной геофизической обсерватории им. Воейкова (1943-1986), доцент и профессор Ленинградского университета.
28 апреля 1946 г. защитил докторскую диссертацию:
- Юдин, Михей Изикович. Вопросы теории турбулентности и структуры ветра в свободной атмосфере с приложением к задаче о колебаниях самолета : диссертация … доктора физико-математических наук : 05.22.14. — Ленинград, 1944—1945. — 137 с.

Премия имени А. А. Фридмана 1981 года — за цикл работ по гидродинамическим и статистическим методам прогноза метеорологических полей.
Сочинения:
- Новые методы и проблемы краткосрочного прогноза погоды [Текст]. - Ленинград : Гидрометеоиздат, 1963. - 404 с. : черт., карт.; 22
- Счетные машины и их использование в метеорологии и климатологии [Текст] : [Учеб. пособие для гидрометеорол. ин-тов] / М. В. Заварина, М. И. Юдин. - Ленинград : Гидрометеоиздат, 1963. - 263 с., 4 л. черт. : ил., карт.; 22 см.

Редактор:
- Труды Главной геофизической обсерватории им. А. И. Воейкова [Текст] / Гл. упр. Гидрометеорол. службы при Совете Министров СССР, Гл. геофиз. обсерватория им. А. И. Воейкова. - Л. : Гидрометеоиздат. - 25 см. Вып. 143 : Вопросы численного прогноза и структура метеорологических полей / ред. М. И. Юдин. - 1963. - 147 с. : рис., табл. - Библиогр. в конце ст. - 0.84 р.  Вып. 121 : Вопросы численного прогноза и анализа метеорологических полей / ред.: М. Е. Швец, М. И. Юдин. - 1961. - 144 с. : ил. - Библиогр. в конце ст. - 0.84 р.  Вып. 16 (78) : Вопросы атмосферной турбулентности / ред.: Е. С. Ляпин, М. И. Юдин. - 1949. - 143 с. : ил. - Библиогр. в конце ст. - 11.00 р.
- Применение статистических методов в метеорологии [Текст] : Труды Всесоюз. симпозиума по применению стат. методов в метеорологии / [Ред. коллегия: М. И. Юдин (отв. ред.) и др.] ; Гл. упр. гидрометеорол. службы при Совете Министров СССР. Гл. геофиз. обсерватория им. А. И. Воейкова. - Ленинград : Гидрометеоиздат, 1971. - 348 с. : черт., карт.; 22 см.